# Като Кинту
Като Кинту (луганда Kato Kintu; конец XIII века — середина XIV века) — 1-й кабака Буганды.
Считается, что «Кинту» — это прозвище, которое Като Кинту дал себе в честь первого человека в мифах народа ганда, чтобы ассоциировать себя с «отцом всех людей», поэтому, возможно, что он мог «переименовать» и свою супругу, дав ей имя Намби.

## Семья
Существует версия, что отца Кинту звали Кагона, а мать — Намукана, однако другая версия гласит, что Като Кинту был сыном Валусимби — главы клана Фумбе ― одного из многочисленных кланов, находившихся на территории современной Буганды до прихода Кинту к власти. У Като Кинту было трое детей от своей супруги Намби Нантутулулу:
- Чва I
- Вакайима
- Гулудене

## Смерть
Кабака Като Кинту умер в возрасте тридцати лет и был похоронен в Нноно, уезде Бусуджу.